# Bitwa o Podgaje

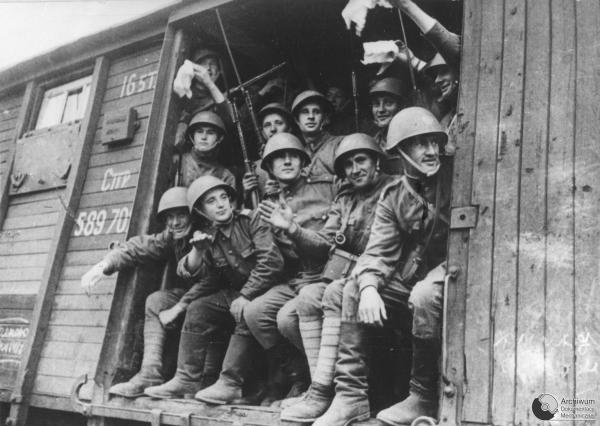
Żołnierze 1 Dywizji Piechoty wyruszają na front

Bitwa o Podgaje – starcie zbrojne mające miejsce w dniach 31 stycznia-3 lutego 1945 między oddziałami 1 Armii Wojska Polskiego a 15 Dywizją Piechoty SS Lettland.
Do pierwszych walk doszło, gdy 4 kompania dowodzona przez ppor. Alfreda Sofkę z 1 Dywizji Piechoty dotarła do tzw. pasa przesłaniania pod Podgajami, wchodzącego w skład Wału Pomorskiego. Odcinek w rejonie Podgajów obsadziła 15 Dywizja Piechoty SS Lettland. Kompania pozbawiona wsparcia (pozostałe pododdziały uwikłały się w walki z 48 Zmotoryzowanym Pułkiem SS) uległa po walce oddziałom 15 Dywizji Piechoty SS Lettland. Ppor. Sofka poległ, a pozostali przy życiu żołnierze polscy oddali się do niewoli. 
Kiedy bici jeńcy zorientowali się, że zostaną zabici, trzech z nich podjęło próbę ucieczki. Uciec udało się jednak jedynie chor. Zbigniewowi Furgale, pozostali dwaj zostali zabici. Po związniu rąk drutem kolczastym jeńcy zostali zamknięci w stodole, którą podpalono.
W rejon Podgajów dotarły kolejne pododdziały 1 Dywizji Piechoty i pomimo ataku prowadzonych 1 i 2 lutego obrona niemiecka nie została przełamana. Powodzenie w postacji zdobycia miejscowości nastąpiło 3 lutego i związane było z przybyciem kolejnych posiłków w tym czołgu z 2 Gwardyjskiego Korpusu Pancernego Armii Czerwonej.
Straty po stronie polskiej były znaczne poległo 233 żołnierzy (w tym 24 oficerów), oprócz tego było jeszcze 510 rannych i 58 zaginionych. Straty niemieckie ocenione zostały na ponad 3000 zabitych i rannych. W ręce polskie trafiło również 20 dział oraz kilkaset furmanek, motocykli i rowerów.
Po zakończeniu wojny Okręgowa Komisja Badania Zbrodni Hitlerowskich w Koszalinie ustaliła, że za zbrodnię na jeńcach polskich odpowiada dowodzący dywizją SS-Oberführer Ax oraz oficerowie Hasel i Rhode.

## Upamiętnienie
W okresie Polski Ludowej w centrum miejscowości zbudowano pomnik upamiętniający 31 żołnierzy polskich zamordowanych po oddaniu się do niemieckiej niewoli, a w III Rzeczypospolitej uczestników bitwy upamiętniono na Grobie Nieznanego Żołnierza w Warszawie tablicą z napisem: „PODGAJE 31 I 1945”.